# Lattainville
Lattainville – miejscowość i gmina we Francji, w regionie Hauts-de-France, w departamencie Oise.
Według danych na rok 1990 gminę zamieszkiwało 155 osób, a gęstość zaludnienia wynosiła 45 osób/km² (wśród 2293 gmin Pikardii Lattainville plasuje się na 842. miejscu pod względem liczby ludności, natomiast pod względem powierzchni na miejscu 1018.).